# Sette sigilli
(Apocalisse di Giovanni, 5.1)

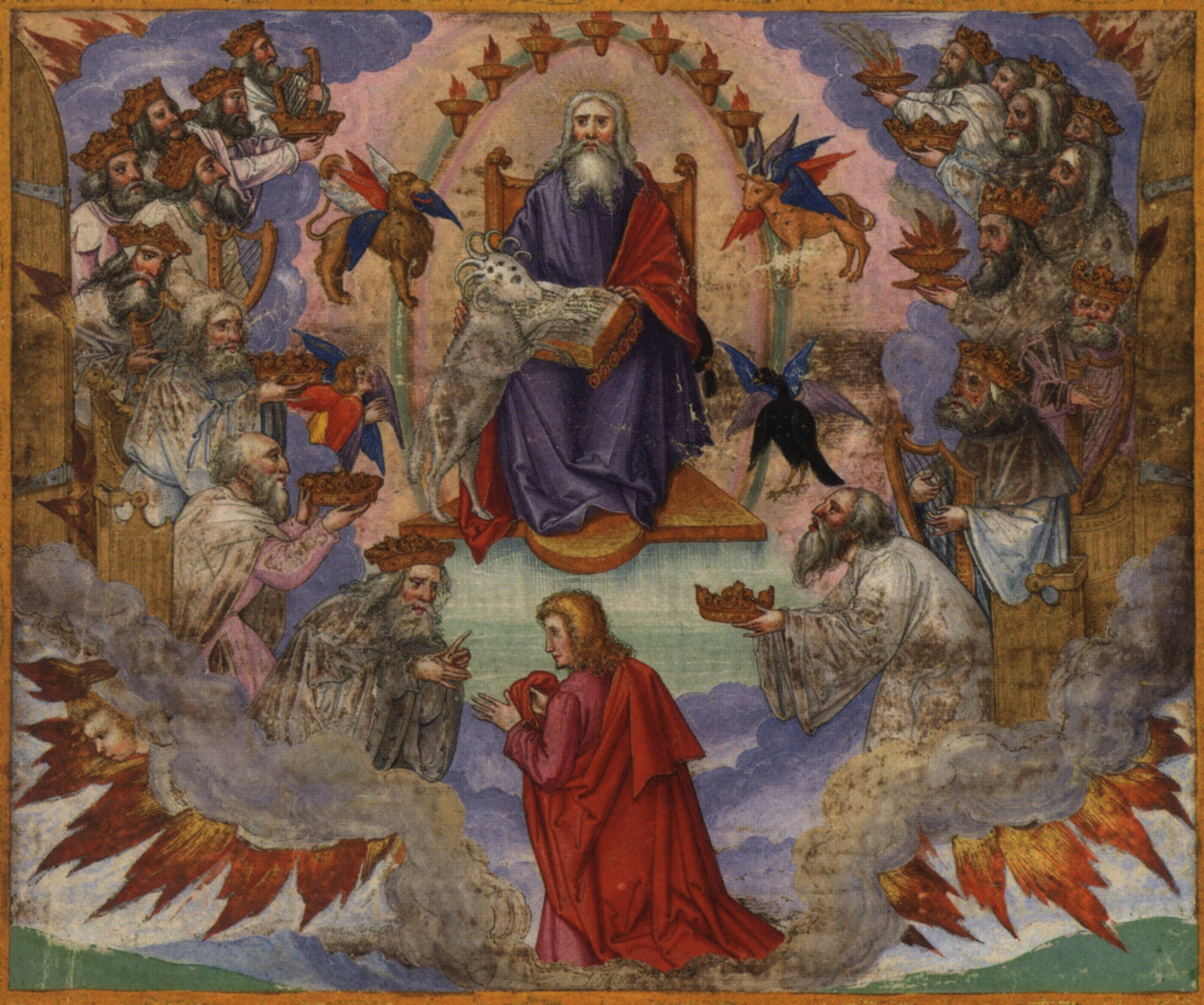
L'Agnello apre il Libro coi sette sigilli, nella Bibbia di Ottheinrich illustrata da Matthias Gerung

I Sette sigilli sono quelli che l'apostolo ed evangelista Giovanni dichiara di aver scorto in una visione descritta nell'ultimo libro della Bibbia, l'Apocalisse: in essa Giovanni parla di sette sigilli simbolici che tengono chiuso un libro (o pergamena) (Apocalisse 5,1). L'apertura dei sigilli è descritta nei versetti di Apocalisse 5,5-8 e l'unico degno di aprirli è colui che viene appellato come Leone della tribù di Giuda e agnello con sette corna e sette occhi Apocalisse 5,5-6.

## Il libro dell'Apocalisse e le visioni contenute
Fu l'apostolo Giovanni a scrivere il libro dell'Apocalisse (o Rivelazione), lo dichiara lui stesso precisando di averlo scritto nell'isola greca di Patmos nel mar Egeo dove si trovava in esilio dall'Impero romano per aver predicato la Parola di Dio e aver reso testimonianza a Gesù (Apocalisse 1,1-9). Fu scritto probabilmente verso il 98 d.C. Il sostantivo greco (apokàlypsis), traducibile in rivelazione, significa scoprimento, svelamento e nella Bibbia è spesso usato a proposito di rivelazioni di natura spirituale o inerenti alla volontà e ai propositi di Dio (Luca 2,32,  1 Corinti 14,6, Efesini 1,17, Efesini 1,17, Rivelazione 1,1). Il libro descrive in ordine progressivo una serie di visioni, giungendo infine a quella culminante. La struttura di questo libro biblico sembra imperniato sul numero sette. L'apertura dei sette sigilli porta allo squillo delle sette trombe, e quindi delle sette piaghe. Ci sono poi sette candelabri, sette stelle, sette tuoni e molte altre cose in gruppi di sette. Il numero sette nella Bibbia rappresenta completezza e il libro di Apocalisse tratta proprio del compimento del sacro segreto di Dio così come descritto in Apocalisse 10,7.

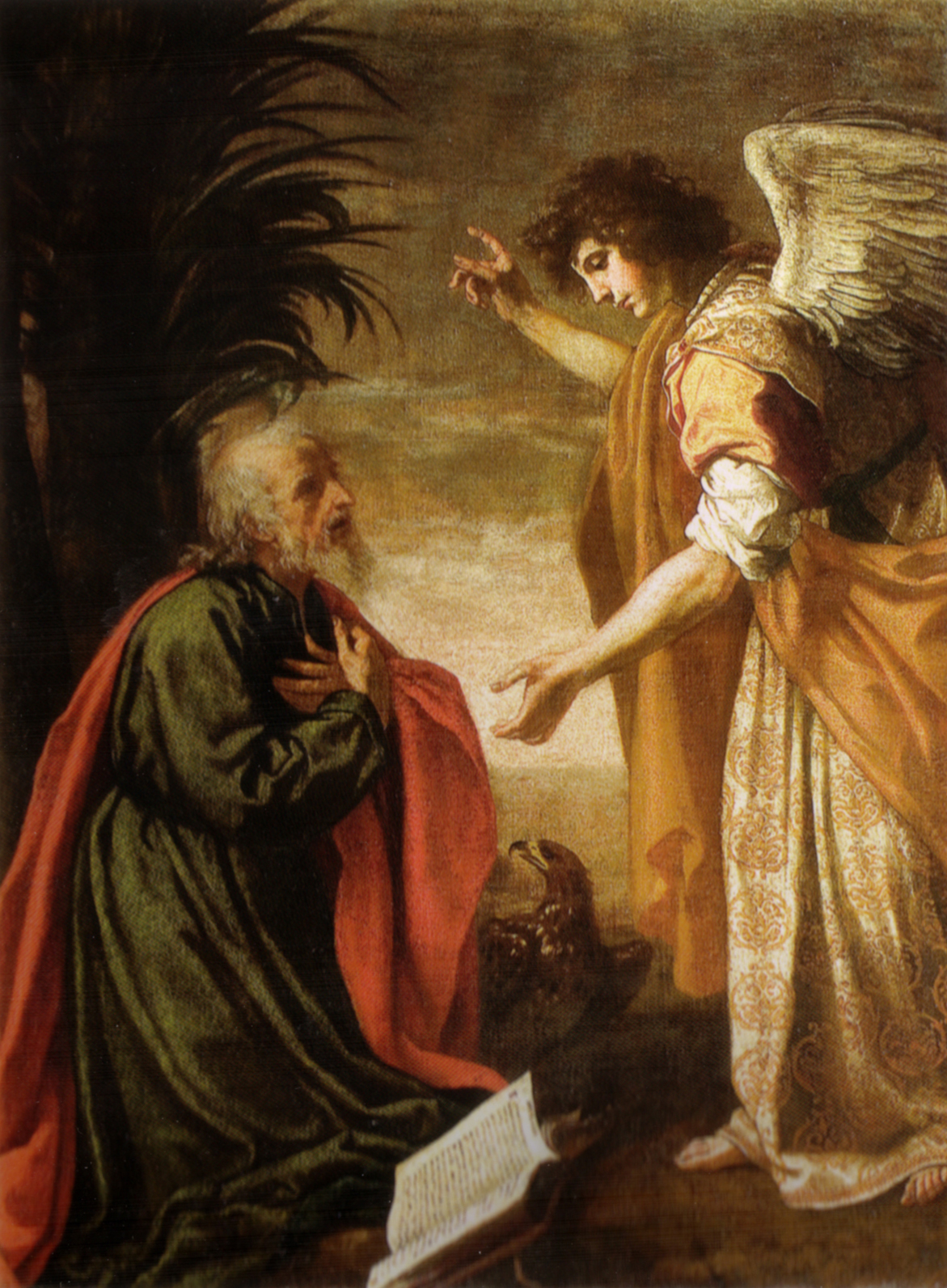
Giovanni riceve la Rivelazione nell'isola di Patmos in una raffigurazione di Jacopo Vignali

## Il sigillo reale e figurato nelle Sacre Scritture
Il sigillo (o suggello) era uno strumento di pietra, di osso o di metallo usato per lasciare un'impronta su argilla o cera (ceralacca) su cui erano incise lettere, simboli, stemmi. L'impronta così realizzata indicava proprietà, autenticità o consenso.
Sui sigilli egizi e mesopotamici sono anche raffigurati simboli religiosi, piante, animali e scene. Spesso il sigillo indicava il nome e la posizione del proprietario. In un sigillo rinvenuto in Palestina si legge: Appartenente a Sema, ministro di Geroboamo Nelle Sacre Scritture, il sigillo o i sigilli sono usati anche in senso figurativo. Fu predetto, ad esempio, che il Messia doveva imprimere un suggello sulla visione e sul profeta, questo perché adempiendo le profezie, il Messia avrebbe dimostrato che erano autentiche ed ispirate da Dio (Daniele 9,24, Giovanni 3,33). L'apostolo Paolo aveva aiutato molti cristiani di Corinto ad essere credenti, essi costituivano un suggello che confermava l'autenticità del suo operato (lCorinti 9,1-2). Dei cristiani del I secolo viene detto che sono stati suggellati con lo spirito santo, che è una caparra della loro eredità celeste (Efesini1,13-14Efesini 4, 30). Le Scritture spiegano che il suggello significa che appartengono a Dio (2Corinti 1, 21-22).

## La visione dei sette sigilli nei particolari
Dopo che l'Agnello apre un sigillo del libro, si assiste ad un avvenimento. All'apertura dei primi quattro sigilli appaiono quattro cavalieri che seguono l'invito di creature, cherubini, che con voce di tuono dicono "Vieni". Ognuno ha la propria missione da compiere. Il primo è su un cavallo bianco, ha un arco e gli viene data una corona, deve completare una battaglia, vincendo. Il secondo cavaliere è su un cavallo color fuoco il suo compito è quello di togliere la pace dalla terra per cui gli viene data una gran spada. Il terzo cavaliere, che appare all'apertura del terzo sigillo, è su un cavallo nero, ha una bilancia in mano mentre una voce dice una chenice di grano per un denaro, e tre chenici di orzo per un denaro, e non danneggiare l'olio e il vino. Il quarto e ultimo cavaliere è su un cavallo pallido il cui cavaliere si chiamava Morte con l'Ades che lo seguiva da vicino. Fu data a questi autorità sulla quarta parte della terra di uccidere con una lunga spada, con penuria di viveri, con una piaga mortale e mediante le bestie selvagge della terra (6,1-8). All'apertura del quinto, la visione di Giovanni vede un altare su cui furono uccisi i martiri che erano stati scannati a causa della parola di Dio e a causa dell'opera di testimonianza in nome di Dio che gridando, invocano giustizia e giudizio da parte di Dio affinché  siano vendicati. Vengono poi rivestiti di una lunga veste bianca ed invitati ad attendere finché il numero dei loro compagni che stavano per essere uccisi sarebbe stato completo (6,9-11). 

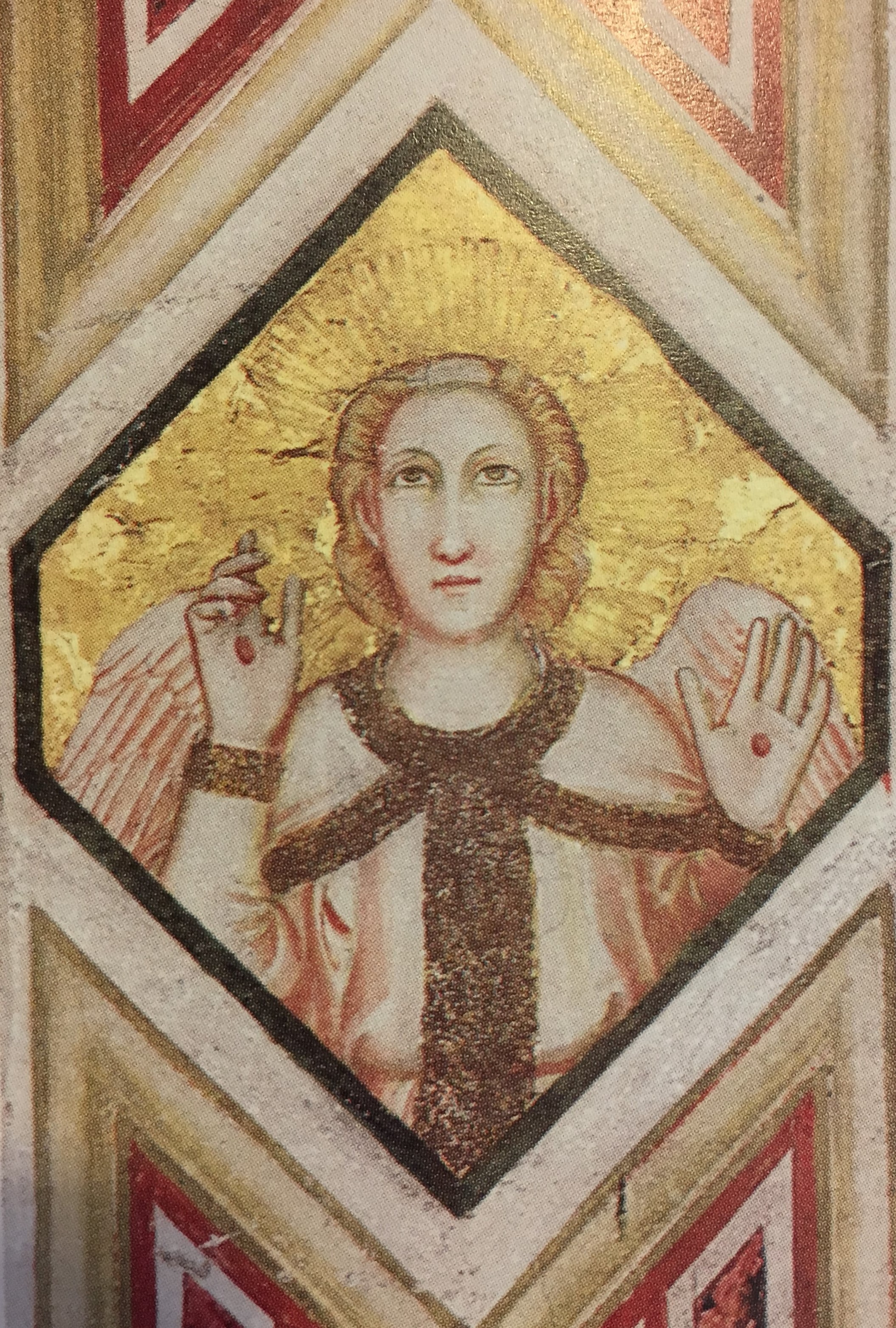
Angelo del sesto sigillo con stigmate, Assisi Basilica di San Francesco.

Alla apertura del sesto sigillo la visione vede un gran terremoto, il sole diventa nero, le stelle cadono sulla terra, il cielo si arrotola su sé stesso, monti e isole scompaiono mentre i re e i potenti della terra pavidi ed atterriti riconoscono l'ira dell'agnello e di quel giudizio finale. La visione continua con la vista di 144.000 suggellati con lunghe vesti bianche ed una grande folla che insieme agli angeli riconoscono ed inneggiano al Regno di Dio retto da Cristo che asciuga ogni lacrima da coloro i quali sono guidati alle fonti delle acque della vita (6,12-17, 7,1-17). All'apertura del settimo sigillo, sette angeli suonarono sette trombe, dopo un silenzio in cielo di mezz'ora, quindi è dato l'avvio ad una serie di sette ulteriori avvenimenti catastrofici sulla terra (8, 1-13).

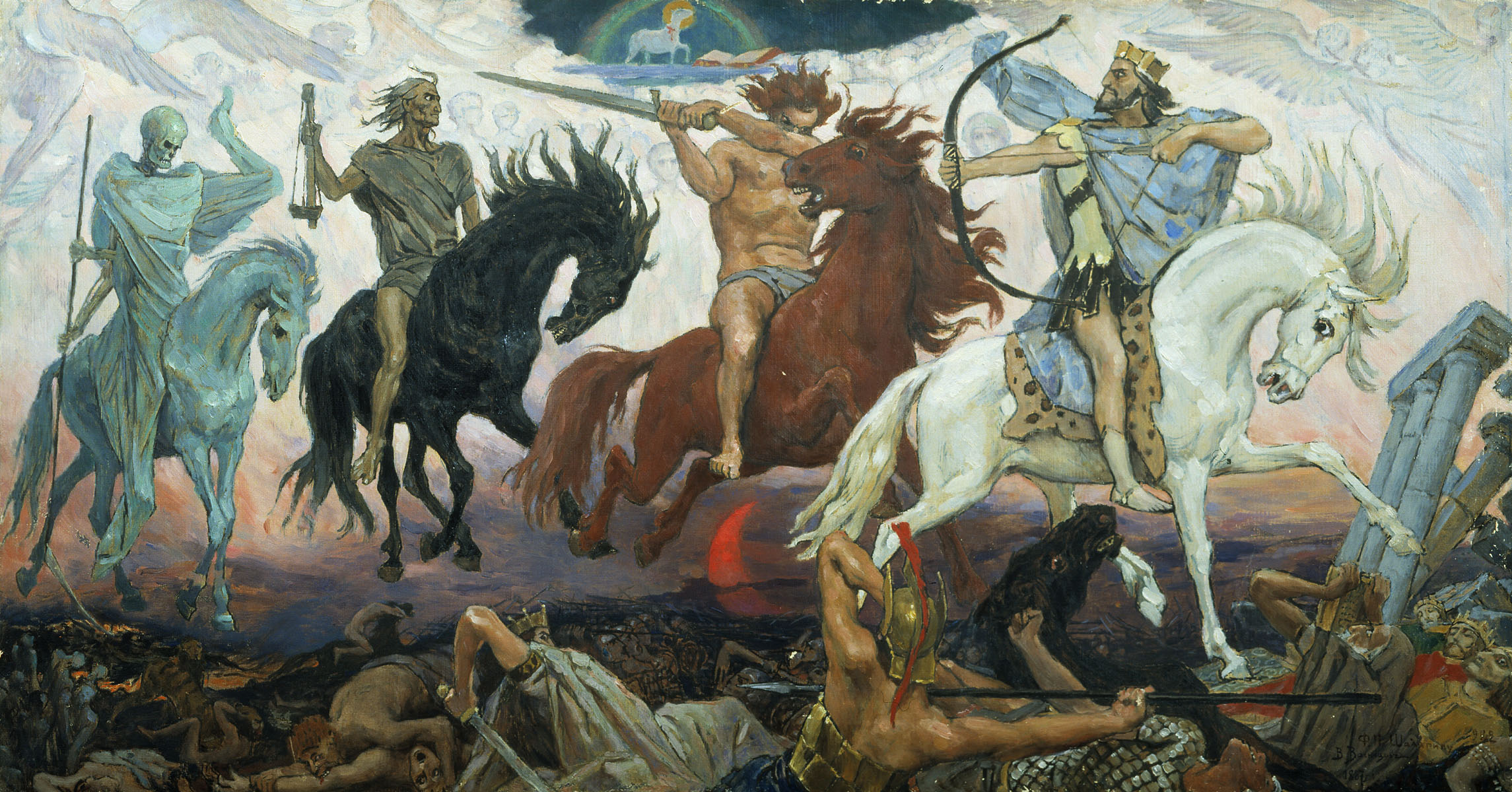
I Cavalieri dell'Apocalisse (1887) rappresentati da Victor Vasnetsov.

(Apocalisse di Giovanni, 8,10-11)

## Figure allegoriche e simboli
Il Leone che è della tribù di Giuda. Giovanni conosceva la profezia pronunciata da Giacobbe, capostipite degli Israeliti, riguardo al suo quarto figlio, Giuda, riportata nel primo libro della Bibbia, Genesi: Giuda è un leoncello. Certamente salirai dalla preda, figlio mio. Si è chinato, si è steso come un leone e, come un leone, chi osa farlo levare? Lo scettro non si allontanerà da Giuda, né il bastone da comandante di fra i suoi piedi, finché venga Silo; e a lui apparterrà l'ubbidienza dei popoli (49, 9-10). La discendenza reale del popolo di Dio sorse da Giuda. Cominciando da Davide, tutti i re che regnarono a Gerusalemme fino alla sua distruzione per opera dei babilonesi furono discendenti di Giuda. Ma nessuno di loro fu il Silo profetizzato da Giacobbe. Silo significa colui al quale appartiene [il diritto]. Profeticamente questo nome additava Gesù, colui al quale sarebbe stabilmente appartenuto il Regno davidico. — (Ezechiele 21:25-27; Luca 1:32, 33; Rivelazione 19:16).
Un denaro, ovvero la paga di un giorno di lavoro al tempo di Giovanni, per acquistare una sola chenice di grano o appena tre di orzo, è un prezzo troppo alto, un prezzo esagerato, un prezzo eccessivo, proprio, da giorni di carestia. Il cavaliere che annuncia quantità e prezzo, ha in mano una bilancia per pesare esattamente quegli essenziali elementi in quei giorni di non abbondanza.

## Film
- Il settimo sigillo
- La settima profezia